# Vídua violàcia
La vídua violàcia (Vidua purpurascens) és un ocell de la família dels viduids (Viduidae).

## Hàbitat i distribució
Habita sabanes àrides i arbusts, localment des del sud-oest d'Angola, Zàmbia, Kenya i Tanzània cap al sud fins sud-est de la República Democràtica del Congo, extrem nord-est de Namíbia, nord i est de Botswana, Zimbabwe (excepte les terres altes orientals) i nord-est de Sud-àfrica.